# チャンネル5.5
チャンネル5.5は、FROGMANとカロリーメイトのコラボ作品として2014年より配信している日本のwebアニメ。2014年より、名作漫画を原作無視で再アニメ化する「名作マンガパロディアニメ化プロジェクト」として配信していた。
2015年よりシーズン2としてリニューアルし、受験生応援企画として『全力予備校5.5ゼミナール』を配信。

## ストーリー
シーズン1
「チャンネル5.5」は、リモコンの5と6を同時に押すことで視聴できる謎の独立系テレビ局。スポンサーが集まらないため番組は自社制作だったが、名作漫画の再アニメ化権を取得し、社運をかけてアニメ化に挑む。
シーズン2
チャンネル5.5は社長の思いつきで突然予備校へと鞍替えし、「全力ゼミナール5.5」を開業する。

## 登場人物
声は特記なき場合FROGMAN。レギュラーキャラはシーズン1ではプロローグのみの登場だったが、シーズン2からは毎回登場している。

### レギュラーキャラ
潮 龍介（うしお りゅうすけ）
誤ってチャンネル5.5に転職した営業部長。社長や部長やひろこからは無茶ぶりな企画を適任され散々な扱いを受けるが、シーズン2にてひろこに想いを寄せていたことが判明する。
小林少年（こばやししょうねん）
まるで局員かのように振る舞う謎の少年。ADやカメラマンのようにも振る舞うが、作成する物はペットボトルや紙コップを用いた質素極まり無いものが多い。片腕がビーム砲となっており、ロボットにも見えるがるが本人は否定している。
川津部長（かわつぶちょう）
ベテランディレクターであり、見た目は蛙だが本人は否定している。「～だケロ」が口癖。
佐渡 ひろこ（さわたり ひろこ）
声 - 相沢舞
編成部員兼プロデューサーで、やり手に見えるが企画書は拾い物が多く、トラブルメーカー的存在。本編ではボケ役だが、メンバー紹介時には潮に次いでまともな人物なので解説役となっている。
ピロ山田（ピロやまだ）
声 - 相沢舞
デザイン・CG担当。地球外生命体にしか見えないが、本人は否定している。潮が好きなようで、いつか捕食してやろうと目論み、大胆な手で潮に近づいたことも。
大舎人（おおとねり）
体が大きい大道具担当。。シーズン2では日本史を教えている。社内建設から大舎人が入っており、そのまま建築されたことが判明。なぜか潮のことが好き。体が大きいので片腕以外は教室には入れないが、廊下の移動は一応出来る。
社長（しゃちょう）
時々現れ社員を見守る。神様のようなデザインをしている。「～、いいじゃないか。」と動揺する潮を諭す。シーズン2では突然の思いつきでテレビ局を予備校に変え、校長と名乗っている。

### シーズン2からのキャラ
米太郎（よねたろう）
全力ゼミナールに入校した受験生。
クルミ
声 - 相沢舞

たけなか はじめ
全力ゼミナールに入校した受験生。勉強嫌いだったが、部長に説得され勉強に目覚める。
駒ヶ岳 孝美（こまがたけ たかみ）
声 - 亜沙
全力ゼミナールに入校した三つ編みの受験生。
駒ヶ岳 浩子（こまがたけ ひろこ）
声 - 亜沙
孝美の母親。満漢全席や回転ずしが作れるほど料理上手。
亀田（かめだ）
昼飯を食べるのが遅い受験系。行動は遅いが記憶力はいい。
宇佐美（うさみ）
せっかちな受験生。亀田に模試で勝負を挑む。
ふみこ
栄養士を目指しているが、不安で摂取した栄養素の計算出悩んでいる受験生。

## エピソード

### シーズン1
詳しくは当該ページを参照。
- 金田一少年の事件簿
- 攻殻機動隊
- のだめカンタービレ
- ベルサイユのばら

この他、公式HPでは「宇宙食堂　味よし」などの蛙男商会の過去の作品を限定公開していた。

### シーズン2
| 話数  | サブタイトル     | 配信日         |
| ----- | ---------------- | -------------- |
|       | プロローグ       | 2015年 7月20日 |
| 第1話 | 忙しすぎる受験生 | 2015年 7月20日 |
| 第2話 | 熱血先生         | 7月31日        |
| 第3話 | 恋愛事変         | 8月23日        |
| 第4話 | 受験大好き       | 9月6日         |
| 第5話 | お弁当           | 9月17日        |
| 第6話 | スマホ           | 10月4日        |
| 第7話 | もしもしカメよ   | 10月19日       |
| 第8話 | 信じる           | 11月1日        |
| 第9話 | サクラサク       | 11月15日       |